# Prêmio Contigo! de TV de melhor atriz de novela
O Prêmio Contigo! de TV de melhor atriz de novela é um prêmio oferecido anualmente desde 1996 pela Revista Contigo!, destinado a melhor interpretação feminina da televisão brasileira.

## Recordes
- Atriz que recebeu o prêmio em um período curto: Lília Cabral por Fina Estampa (2012) e Império (2015), 4 anos de diferença.
- Atriz que recebeu o prêmio em um período longo: Patrícia Pillar por O Rei do Gado (1997) e A Favorita (2009), 12 anos de diferença.
- Atriz mais jovem a ganhar: Priscila Fantin com 20 anos por Esperança (2003).
- Atriz mais jovem a ser indicada: Isabelle Drummond com 16 anos por Caras & Bocas (2010).
- Atriz mais velha a ganhar: Fernanda Montenegro  com 77 anos por Belíssima (2006).
- Atriz mais velha a ser indicada: Fernanda Montenegro  com 77 anos por Hoje É Dia de Maria (2006).
- Atriz indicada duas vezes no mesmo ano por trabalhos diferentes: Fernanda Montenegro por Belíssima e Hoje É Dia de Maria (2006).

## Vencedoras e indicadas

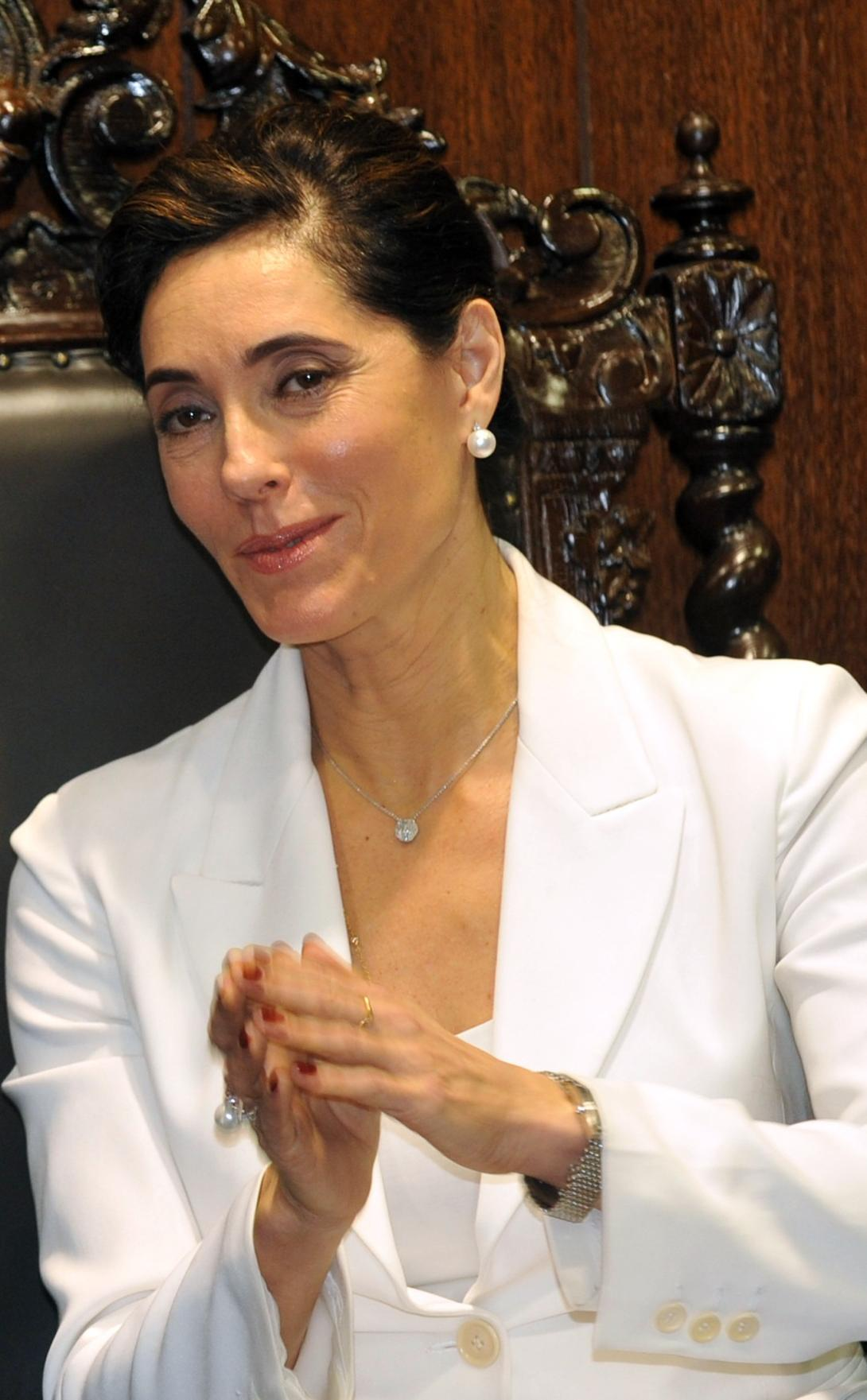
Christiane Torloni foi a primeira vencedora por Cara & Coroa (1996).

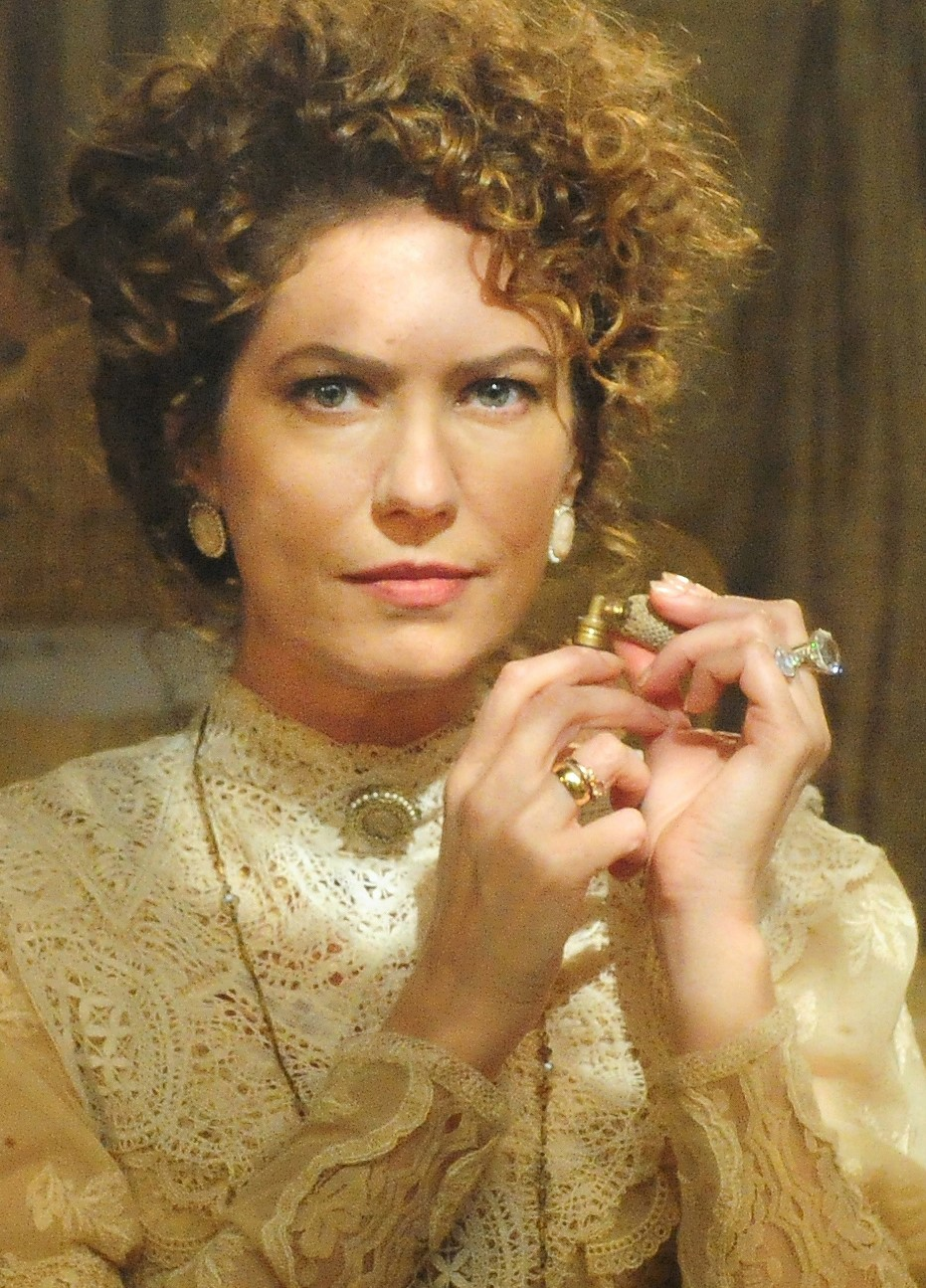
Patricia Pillar ganhou por O Rei do Gado (1997) e A Favorita (2009).

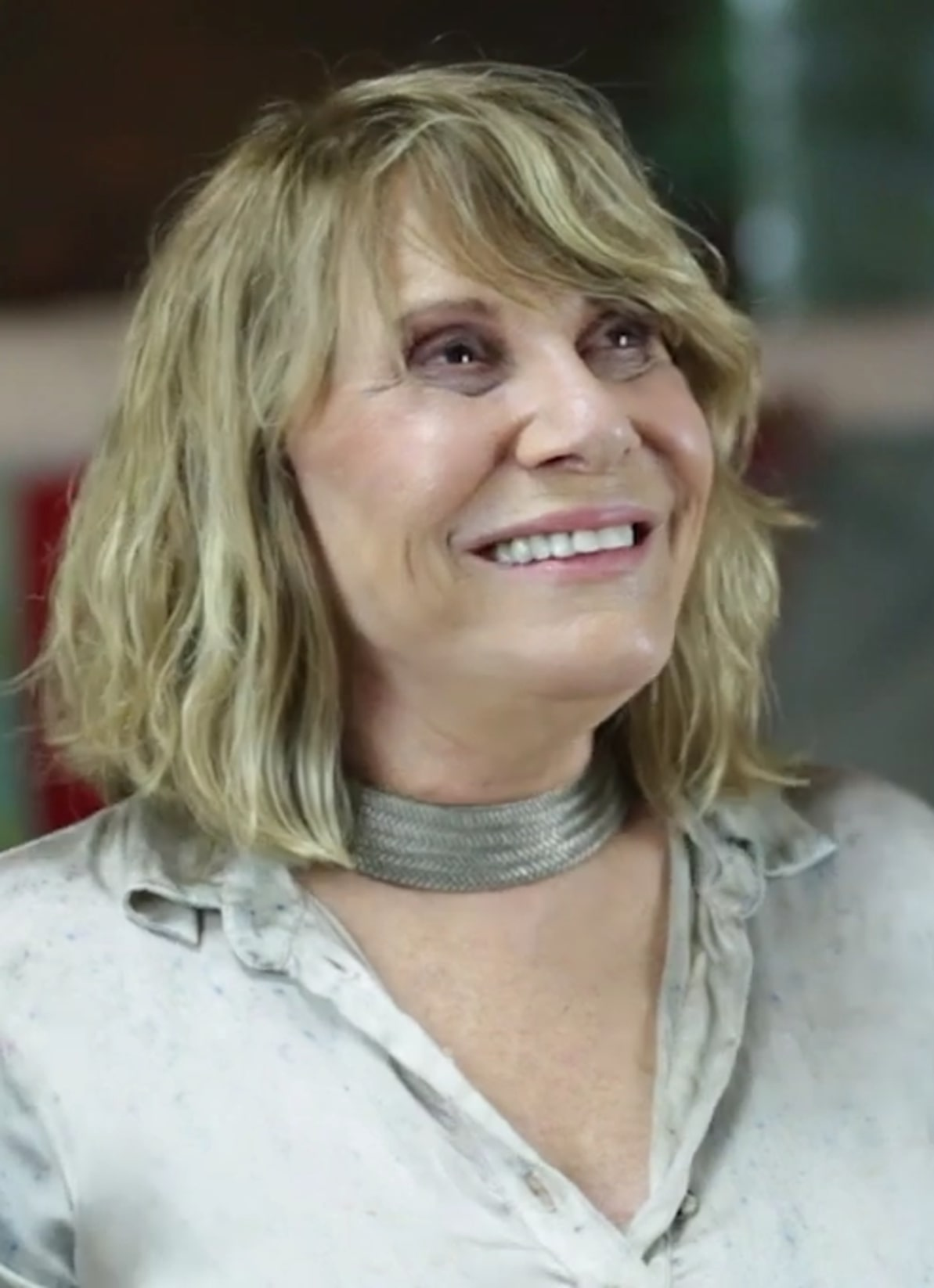
Renata Sorrah ganhou por Senhora do Destino (2005).

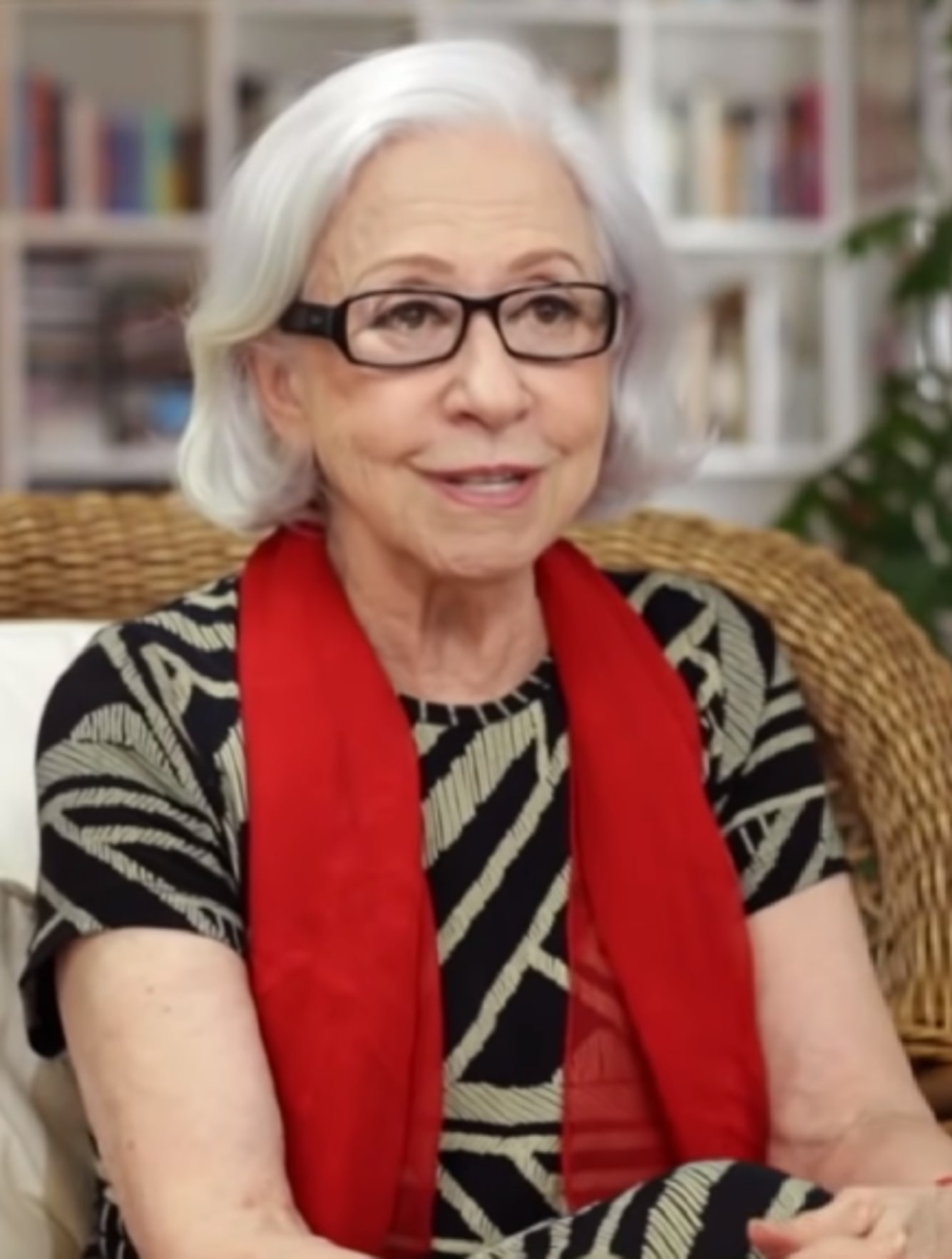
Fernanda Montenegro ganhou em 2006 por Belíssima.

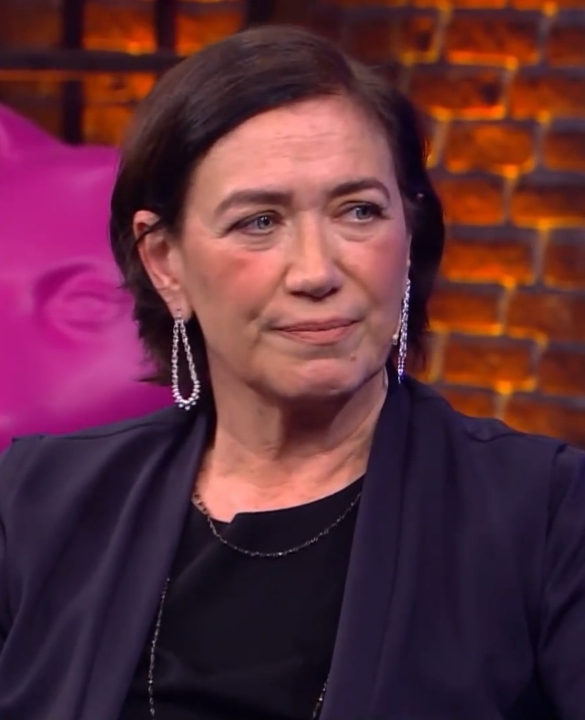
Lília Cabral é a atriz mais premiada: Páginas da Vida (2007), Fina Estampa (2012) e Império (2015).

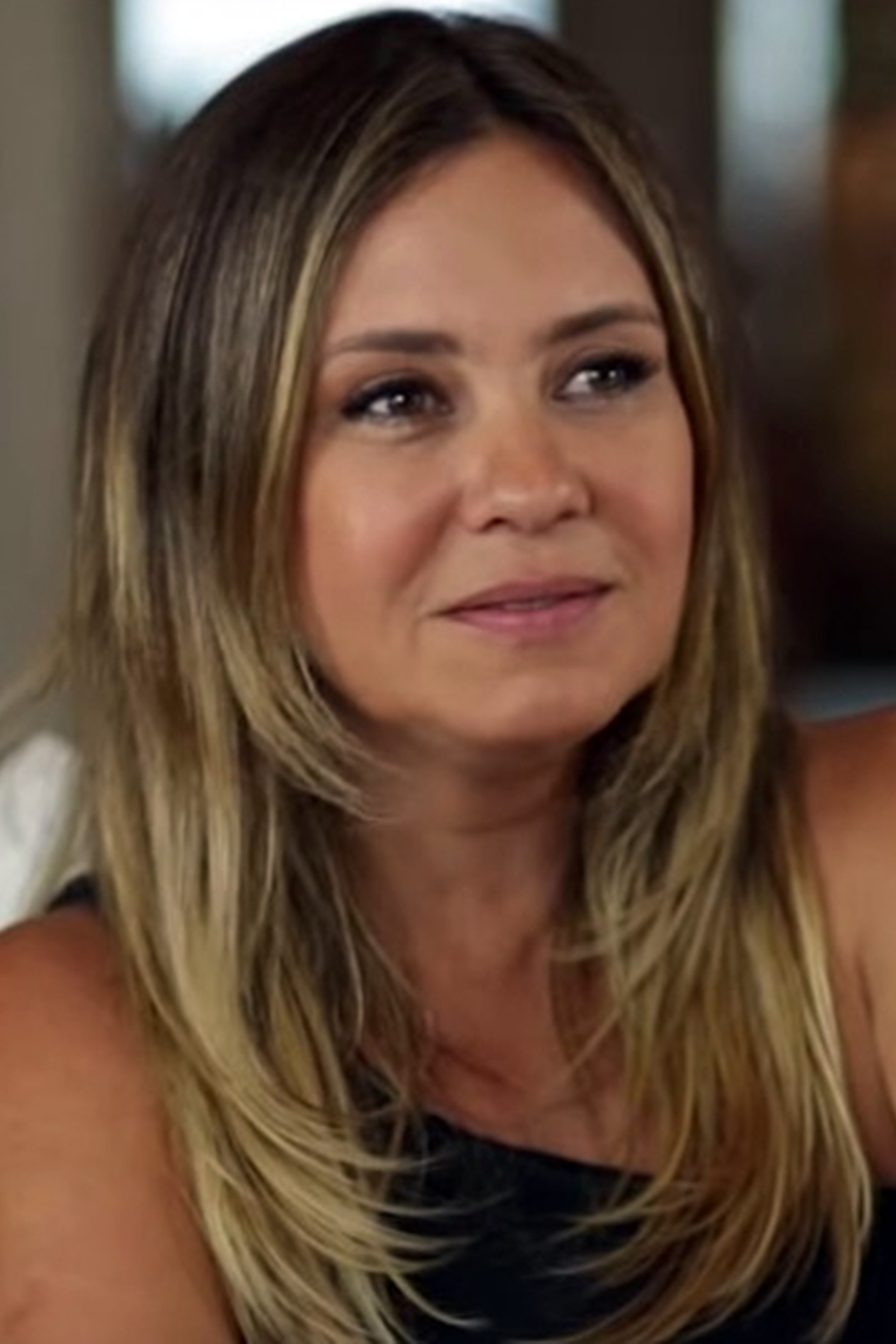
Adriana Esteves ganhou em 2013 por Avenida Brasil.

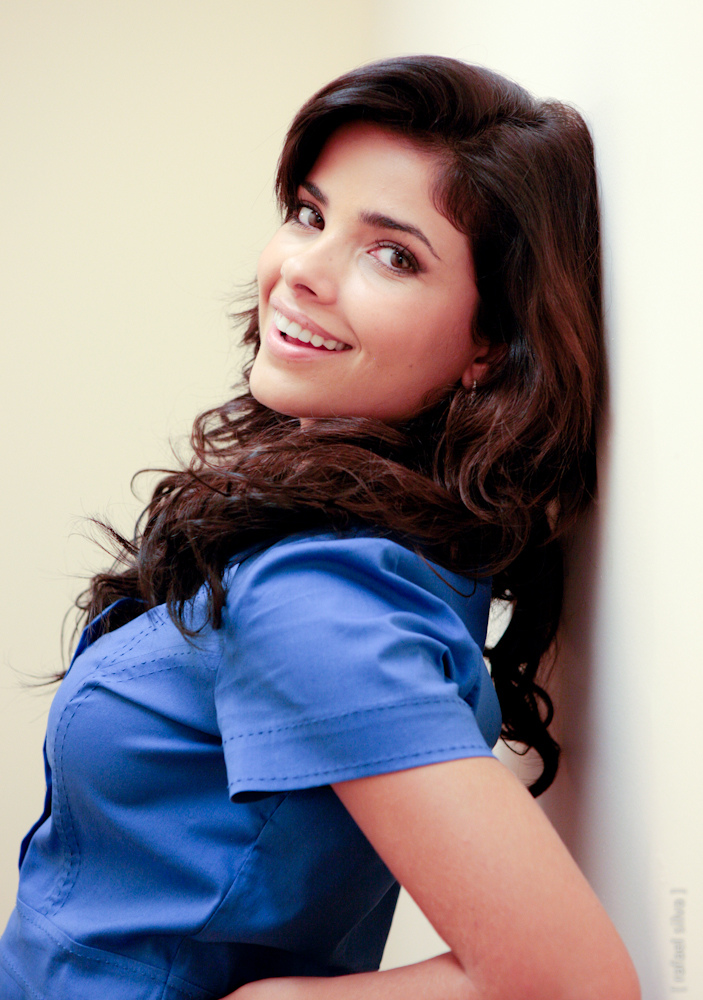
Vanessa Giácomo ganhou por Amor à Vida (2014).

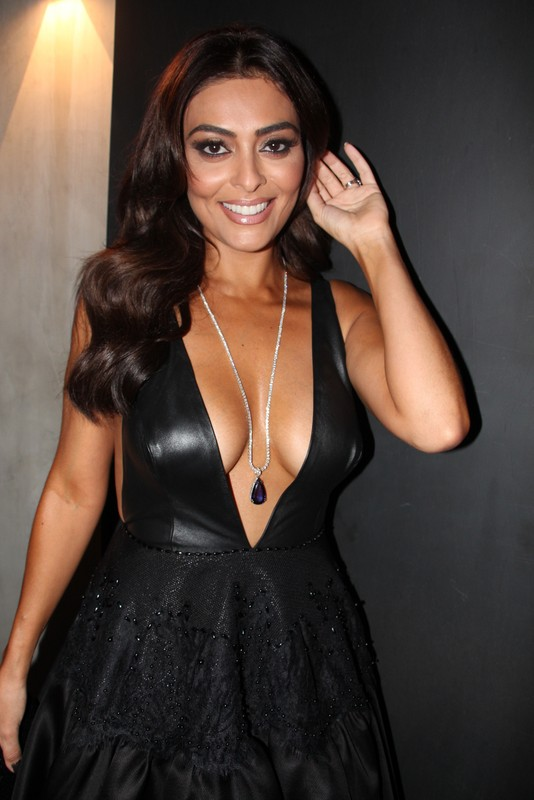
Juliana Paes ganhou em 2017 por A Força do Querer.

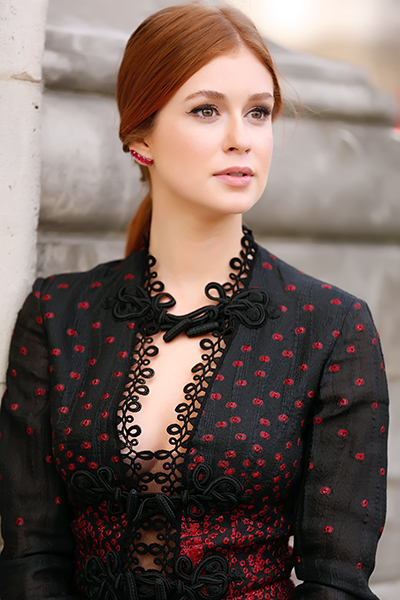
Marina Ruy Barbosa ganhou por Deus Salve o Rei (2018).

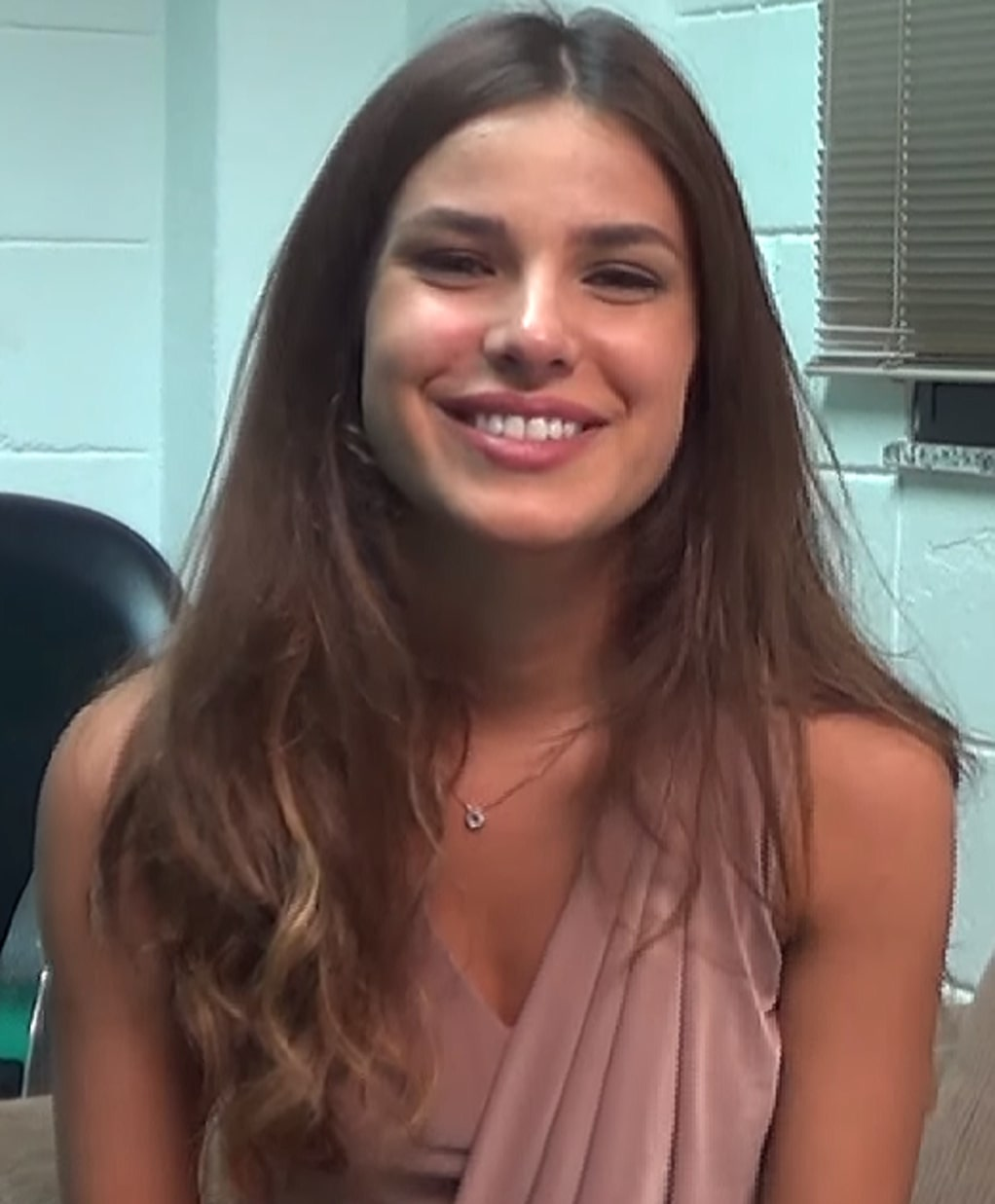
Thaís Melchior foi a primeira atriz premiada em uma produção do SBT por As Aventuras de Poliana (2019).

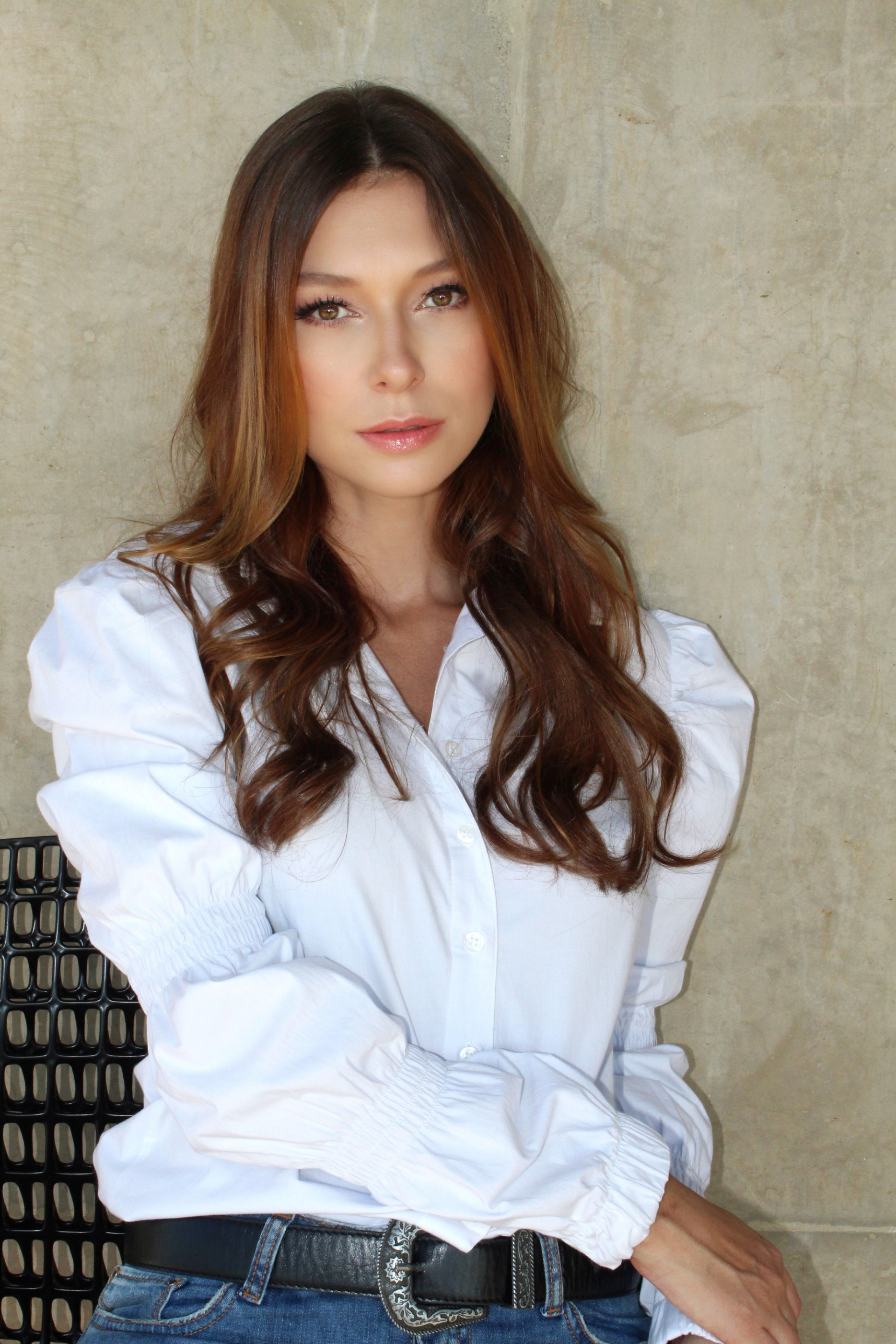
Day Mesquita ganhou por Amor sem Igual (2020), a primeira atriz premiada em uma produção da RecordTV.

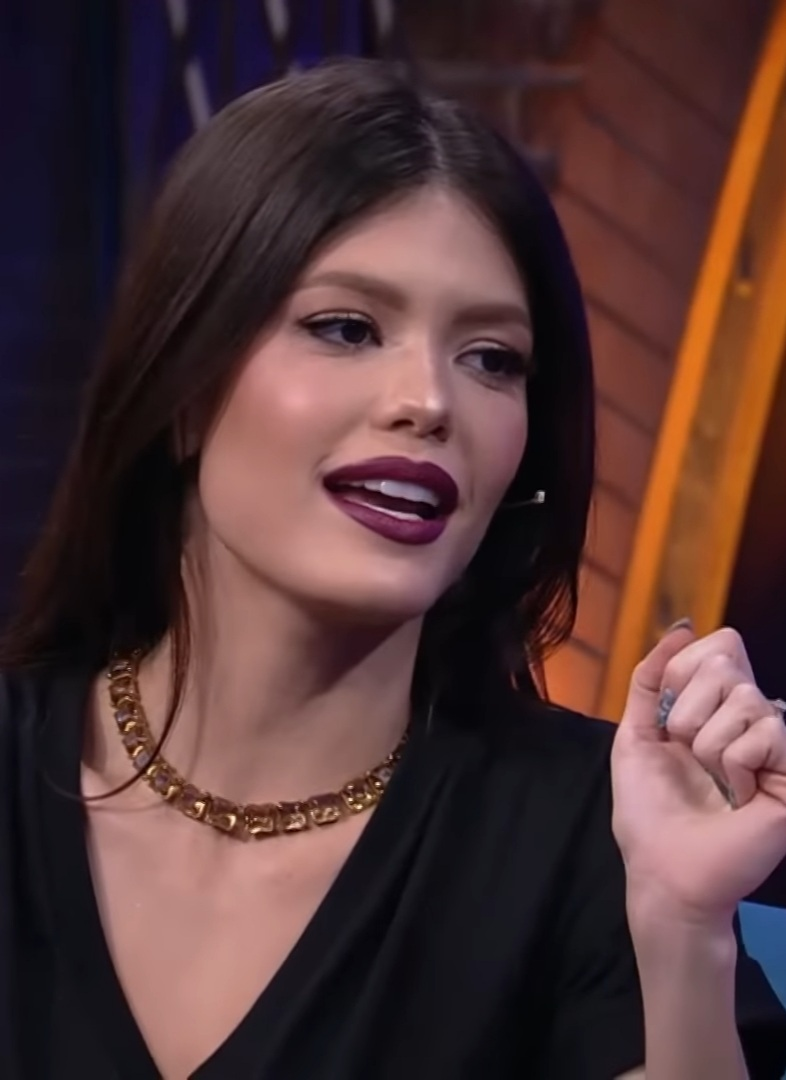
Vitória Strada ganhou por Salve-se Quem Puder (2021).

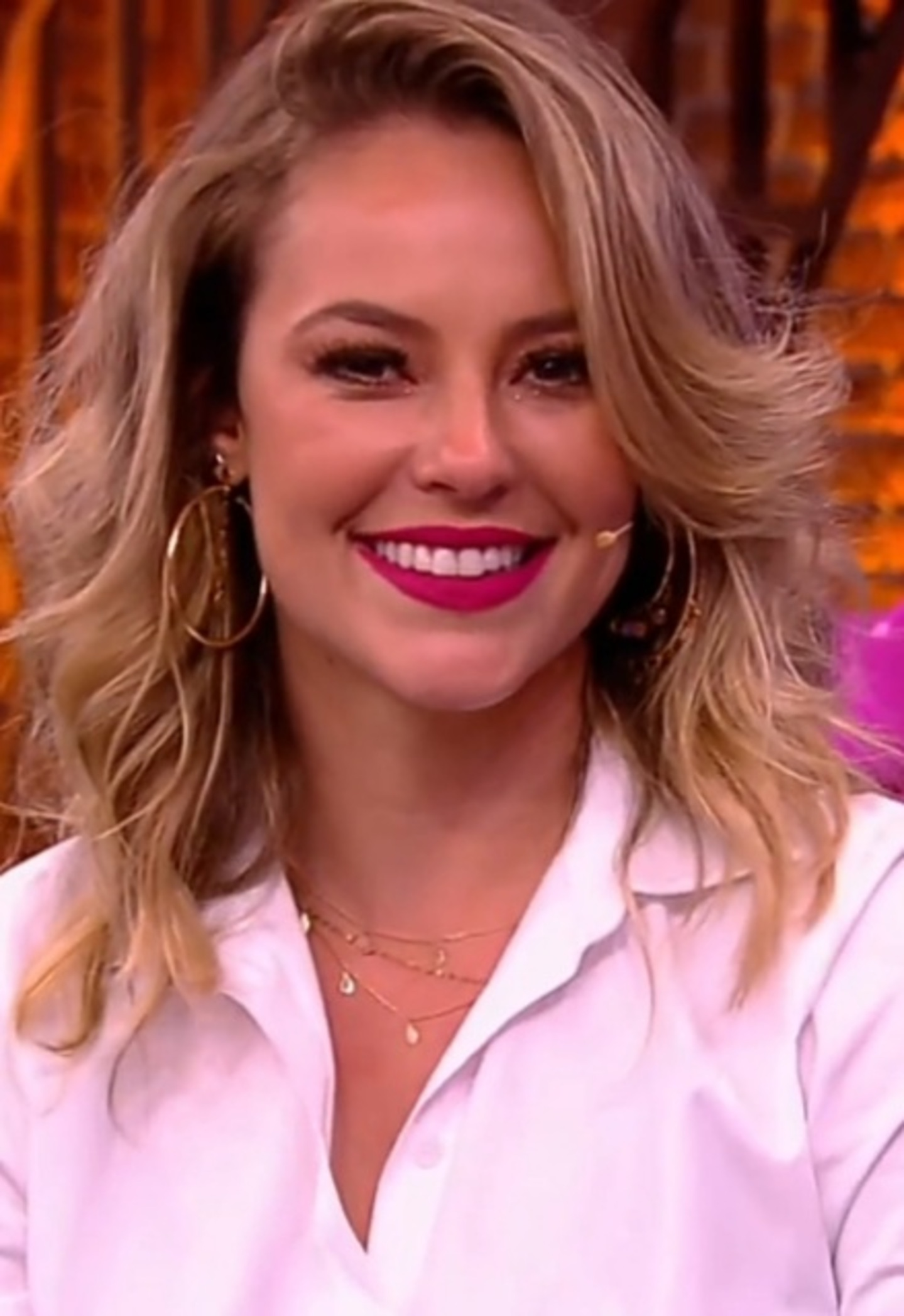
Paolla Oliveira venceu em 2022 por Cara e Coragem.

### Década de 1990
| Ano  | Atriz              | Programa      | Personagem                                   | Emissora | Ref.  |
| ---- | ------------------ | ------------- | -------------------------------------------- | -------- | ----- |
| 1996 | Christiane Torloni | Cara & Coroa  | Fernanda Santoro / Vitória Figueiredo (Vivi) | TV Globo | [ 1 ] |
| 1997 | Patricia Pillar    | O Rei do Gado | Luana Berdinazzi / Marieta Berdinazzi        | TV Globo | [ 2 ] |
| 1998 | Eva Wilma          | A Indomada    | Maria Altiva de Mendonça e Albuquerque       | TV Globo | [ 3 ] |

### Década de 2000
| Ano  | Atriz                 | Programa                 | Personagem                                 | Emissora | Ref.   |
| ---- | --------------------- | ------------------------ | ------------------------------------------ | -------- | ------ |
| 2002 | Cássia Kis Magro      | Porto dos Milagres       | Adma Guerrero                              | TV Globo | [ 4 ]  |
| 2002 | Fernanda Montenegro   | As Filhas da Mãe         | Lucinda Cavalcante (Lulu de Luxemburgo)    | TV Globo | [ 4 ]  |
| 2002 | Giovanna Antonelli    | O Clone                  | Jade El Adib Rachid                        | TV Globo | [ 4 ]  |
| 2003 | Priscila Fantin       | Esperança                | Maria D'Angelo                             | TV Globo | [ 5 ]  |
| 2003 | Adriana Esteves       | Coração de Estudante     | Amélia Mourão (Amelinha)                   | TV Globo | [ 5 ]  |
| 2003 | Ana Paula Arósio      | Esperança                | Camille Schneider                          | TV Globo | [ 5 ]  |
| 2004 | Cláudia Abreu         | Celebridade              | Laura Prudente da Costa                    | TV Globo | [ 6 ]  |
| 2004 | Adriana Esteves       | Kubanacan                | Lola Calderón Puentes                      | TV Globo | [ 6 ]  |
| 2004 | Christiane Torloni    | Mulheres Apaixonadas     | Helena Moraes Ribeiro Alves                | TV Globo | [ 6 ]  |
| 2004 | Giovana Antonelli     | A Casa das Sete Mulheres | Anita Garibaldi                            | TV Globo | [ 6 ]  |
| 2004 | Malu Mader            | Celebridade              | Maria Clara Mello Diniz                    | TV Globo | [ 6 ]  |
| 2004 | Mariana Ximenes       | Chocolate com Pimenta    | Ana Francisca Mariano da Silva             | TV Globo | [ 6 ]  |
| 2005 | Renata Sorrah         | Senhora do Destino       | Nazaré Tedesco (Naza) / Lourdes            | TV Globo | [ 7 ]  |
| 2005 | Carolina Dieckmann    | Senhora do Destino       | Isabel Tedesco / Lindalva Ferreira / Maria | TV Globo | [ 7 ]  |
| 2005 | Giovanna Antonelli    | Da Cor do Pecado         | Bárbara Campos Sodré                       | TV Globo | [ 7 ]  |
| 2005 | Patricia Pillar       | Cabocla                  | Emerenciana de Sousa Pereira               | TV Globo | [ 7 ]  |
| 2005 | Susana Vieira         | Senhora do Destino       | Maria do Carmo Ferreira da Silva           | TV Globo | [ 7 ]  |
| 2005 | Taís Araújo           | Da Cor do Pecado         | Preta de Souza                             | TV Globo | [ 7 ]  |
| 2006 | Fernanda Montenegro   | Belíssima                | Beatriz Falcão (Bia)                       | TV Globo | [ 8 ]  |
| 2006 | Christiane Torloni    | América                  | Haydée Pamplona Lopes Prado                | TV Globo | [ 8 ]  |
| 2006 | Cláudia Abreu         | Belíssima                | Vitória Rocha Assumpção                    | TV Globo | [ 8 ]  |
| 2006 | Fernanda Montenegro   | Hoje É Dia de Maria      | Madrasta / Dona Cabeça                     | TV Globo | [ 8 ]  |
| 2006 | Flávia Alessandra     | Alma Gêmea               | Cristina Ávilla Saboya                     | TV Globo | [ 8 ]  |
| 2006 | Glória Pires          | Belíssima                | Júlia Falcão Assumpção                     | TV Globo | [ 8 ]  |
| 2007 | Lília Cabral          | Páginas da Vida          | Marta Toledo Flores                        | TV Globo | [ 9 ]  |
| 2007 | Ana Paula Arósio      | Páginas da Vida          | Olívia Martins de Andrade                  | TV Globo | [ 9 ]  |
| 2007 | Carolina Dieckmann    | Cobras & Lagartos        | Leona Pasquim Montini                      | TV Globo | [ 9 ]  |
| 2007 | Fernanda Vasconcellos | Páginas da Vida          | Fernanda Toledo Flores (Nanda)             | TV Globo | [ 9 ]  |
| 2007 | Paolla Oliveira       | O Profeta                | Sônia Carvalho de Oliveira                 | TV Globo | [ 9 ]  |
| 2007 | Taís Araújo           | Cobras & Lagartos        | Ellen dos Santos                           | TV Globo | [ 9 ]  |
| 2008 | Camila Pitanga        | Paraíso Tropical         | Francisbel dos Santos Batista (Bebel       | TV Globo | [ 10 ] |
| 2008 | Alessandra Negrini    | Paraíso Tropical         | Paula Viana Bastos / Taís Grimaldi         | TV Globo | [ 10 ] |
| 2008 | Alinne Moraes         | Duas Caras               | Maria Sílvia Barreto Pessoa de Moraes      | TV Globo | [ 10 ] |
| 2008 | Débora Falabella      | Duas Caras               | Júlia de Queiroz Barreto                   | TV Globo | [ 10 ] |
| 2008 | Fernanda Vasconcellos | Desejo Proibido          | Laura de Castro                            | TV Globo | [ 10 ] |
| 2008 | Susana Vieira         | Duas Caras               | Branca Barreto Pessoa de Moraes            | TV Globo | [ 10 ] |
| 2009 | Patrícia Pillar       | A Favorita               | Flora Pereira / Espoleta / Sandra Maia     | TV Globo | [ 11 ] |
| 2009 | Bianca Rinaldi        | Os Mutantes              | Maria Beatriz Mayer / Samira Mayer         | RecordTV | [ 11 ] |
| 2009 | Cláudia Raia          | A Favorita               | Donatela Fontini / Faísca / Diva Palhares  | TV Globo | [ 11 ] |
| 2009 | Giovanna Antonelli    | Três Irmãs               | Alma Jequitibá Pinheiro                    | TV Globo | [ 11 ] |
| 2009 | Grazi Massafera       | Negócio da China         | Lívia Noronha                              | TV Globo | [ 11 ] |
| 2009 | Mariana Ximenes       | A Favorita               | Lara Pereira Fontini                       | TV Globo | [ 11 ] |

### Década de 2010
| Ano  | Atriz                 | Programa                | Personagem                               | Emissora             | Ref.                 |
| ---- | --------------------- | ----------------------- | ---------------------------------------- | -------------------- | -------------------- |
| 2010 | Alinne Moraes         | Viver a Vida            | Luciana Saldanha Ribeiro                 | TV Globo             | [ 12 ]               |
| 2010 | Isabelle Drummond     | Caras & Bocas           | Bianca Bastos Conti da Silva             | TV Globo             | [ 12 ]               |
| 2010 | Juliana Paes          | Caminho das Índias      | Maya Meetha Ananda                       | TV Globo             | [ 12 ]               |
| 2010 | Lília Cabral          | Viver a Vida            | Teresa Saldanha Ribeiro                  | TV Globo             | [ 12 ]               |
| 2010 | Nathália Dill         | Paraíso                 | Maria Rita Godói (Santinha)              | TV Globo             | [ 12 ]               |
| 2010 | Paolla Oliveira       | Cama de Gato            | Verônica Tardivo Brandão                 | TV Globo             | [ 12 ]               |
| 2011 | Cláudia Raia          | Ti Ti Ti                | Jaqueline Maldonado (Irmã Desgosto)      | TV Globo             | [ 13 ]               |
| 2011 | Bianca Rinaldi        | Ribeirão do Tempo       | Arminda Caligari                         | RecordTV             | [ 13 ]               |
| 2011 | Daniela Carvalho      | Malhação                | Catarina Leal Barreto (Cat)              | TV Globo             | [ 13 ]               |
| 2011 | Isis Valverde         | Ti Ti Ti                | Marcela de Andrade                       | TV Globo             | [ 13 ]               |
| 2011 | Mariana Ximenes       | Passione                | Clara Miranda Medeiros Mattoli           | TV Globo             | [ 13 ]               |
| 2011 | Nathalia Dill         | Escrito nas Estrelas    | Viviane Ferreira/Valentina Aguillar      | TV Globo             | [ 13 ]               |
| 2012 | Lília Cabral          | Fina Estampa            | Griselda da Silva Pereira (Pereirão)     | TV Globo             |                      |
| 2012 | Cássia Kis Magro      | Morde & Assopra         | Dulce Maria Pereira                      | TV Globo             |                      |
| 2012 | Christiane Torloni    | Fina Estampa            | Tereza Cristina Buarque Siqueira Velmont | TV Globo             |                      |
| 2012 | Deborah Secco         | Insensato Coração       | Natalie Batista Cortez (Natalie Lamour)  | TV Globo             |                      |
| 2012 | Fernanda Vasconcellos | A Vida da Gente         | Ana Fonseca                              | TV Globo             |                      |
| 2012 | Gloria Pires          | Insensato Coração       | Norma Pimentel Amaral                    | TV Globo             |                      |
| 2013 | Adriana Esteves       | Avenida Brasil          | Carmem Lúcia de Araújo (Carminha)        | TV Globo             | [ 14 ] [ 15 ]        |
| 2013 | Débora Falabella      | Avenida Brasil          | Nina Hernández / Rita Fonseca            | TV Globo             | [ 14 ] [ 15 ]        |
| 2013 | Giovana Antonelli     | Salve Jorge             | Heloísa Sampaio Alencar (Helô)           | TV Globo             | [ 14 ] [ 15 ]        |
| 2013 | Marjorie Estiano      | Lado a Lado             | Laura Assunção Vieira / Paulo Lima       | TV Globo             | [ 14 ] [ 15 ]        |
| 2013 | Nanda Costa           | Salve Jorge             | Morena Ribeiro                           | TV Globo             | [ 14 ] [ 15 ]        |
| 2013 | Rosanne Mulholland    | Carrossel               | Helena Fernandes                         | SBT                  | [ 14 ] [ 15 ]        |
| 2014 | Vanessa Giácomo       | Amor à Vida             | Aline Noronha Khoury                     | TV Globo             |                      |
| 2014 | Bianca Salgueiro      | Malhação Casa Cheia     | Anita Toledo Alende                      | TV Globo             |                      |
| 2014 | Bruna Marquezine      | Em Família              | Luiza Machado/Helena Machado (jovem)     | TV Globo             |                      |
| 2014 | Isabelle Drummond     | Sangue Bom              | Giane de Souza                           | TV Globo             |                      |
| 2014 | Juliana Paiva         | Além do Horizonte       | Alice Barcelos Sampaio (Lili)            | TV Globo             |                      |
| 2014 | Paolla Oliveira       | Amor à Vida             | Paloma Rodriguez Khoury Araújo           | TV Globo             |                      |
| 2015 | Lilia Cabral          | Império                 | Maria Marta de Mendonça                  | TV Globo             | [ 16 ]               |
| 2015 | Bianca Bin            | Boogie Oogie            | Vitória Miranda Romão                    | TV Globo             | [ 16 ]               |
| 2015 | Cláudia Abreu         | Geração Brasil          | Pamela Parker-Marra                      | TV Globo             | [ 16 ]               |
| 2015 | Claudia Raia          | Alto Astral             | Samantha Santana (Samantha Paranormal)   | TV Globo             | [ 16 ]               |
| 2015 | Leandra Leal          | Império                 | Cristina dos Anjos Bastos Medeiros       | TV Globo             | [ 16 ]               |
| 2015 | Patricia Pillar       | O Rebu                  | Ângela Mahler                            | TV Globo             | [ 16 ]               |
| 2016 | Não houve premiação.  | Não houve premiação.    | Não houve premiação.                     | Não houve premiação. | Não houve premiação. |
| 2017 | Juliana Paes          | A Força do Querer       | Fabiana Duarte Feitosa (Bibi Perigosa)   | TV Globo             |                      |
| 2017 | Isis Valverde         | A Força do Querer       | Rita Rosa Ferreira (Ritinha)             | TV Globo             |                      |
| 2017 | Letícia Colin         | Novo Mundo              | Maria Leopoldina de Áustria              | TV Globo             |                      |
| 2017 | Milena Toscano        | O Rico e Lázaro         | Joana Bach                               | RecordTV             |                      |
| 2017 | Nathalia Dill         | Rock Story              | Júlia Monteiro / Lorena Monteiro         | TV Globo             |                      |
| 2017 | Paolla Oliveira       | A Força do Querer       | Jeiza Nascimento Rocha                   | TV Globo             |                      |
| 2018 | Marina Ruy Barbosa    | Deus Salve o Rei        | Amália Giordano de Monferrato            | TV Globo             | [ 17 ] [ 18 ]        |
| 2018 | Adriana Esteves       | Segundo Sol             | Laura Bottini Maranhão (Laureta)         | TV Globo             | [ 17 ] [ 18 ]        |
| 2018 | Bruna Marquezine      | Deus Salve o Rei        | Catarina de Lurton                       | TV Globo             | [ 17 ] [ 18 ]        |
| 2018 | Deborah Secco         | Segundo Sol             | Caroline Bottini Athayde (Karola)        | TV Globo             | [ 17 ] [ 18 ]        |
| 2018 | Giovanna Antonelli    | Segundo Sol             | Luzia Batista / Ariella Arlesisla        | TV Globo             | [ 17 ] [ 18 ]        |
| 2018 | Mayana Moura          | Jesus                   | Satanás                                  | RecordTV             | [ 17 ] [ 18 ]        |
| 2019 | Thaís Melchior        | As Aventuras de Poliana | Luisa D'Ávila (Lu)                       | SBT                  | [ 19 ] [ 20 ]        |
| 2019 | Alinne Moraes         | Espelho da Vida         | Isabel Ferraz / Isadora Monteiro (Dora)  | TV Globo             | [ 19 ] [ 20 ]        |
| 2019 | Camila Rodrigues      | Topíssima               | Sophia Loren Alencar                     | RecordTV             | [ 19 ] [ 20 ]        |
| 2019 | Grazi Massafera       | Bom Sucesso             | Paloma da Silva                          | TV Globo             | [ 19 ] [ 20 ]        |
| 2019 | Juliana Paes          | A Dona do Pedaço        | Maria da Paz Sobral Ramirez              | TV Globo             | [ 19 ] [ 20 ]        |

### Década de 2020
| Ano  | Atriz            | Programa                   | Personagem                                | Emissora | Ref.                 |
| ---- | ---------------- | -------------------------- | ----------------------------------------- | -------- | -------------------- |
| 2020 | Day Mesquita     | Amor sem Igual             | Angélica Silva Viana / Poderosa           | RecordTV | [ 21 ] [ 22 ]        |
| 2020 | Adriana Esteves  | Amor de Mãe (t. 1)         | Thelma Nunes Viana                        | TV Globo | [ 21 ] [ 22 ]        |
| 2020 | Glória Pires     | Éramos Seis                | Eleonora Amaral de Lemos (Lola)           | TV Globo | [ 21 ] [ 22 ]        |
| 2020 | Regina Casé      | Amor de Mãe (t. 1)         | Lurdes dos Santos Silva                   | TV Globo | [ 21 ] [ 22 ]        |
| 2020 | Taís Araújo      | Amor de Mãe (t. 1)         | Vitória Amorim                            | TV Globo | [ 21 ] [ 22 ]        |
| 2021 | Vitória Strada   | Salve-se Quem Puder (t. 2) | Kyra Romantini / Cleyde Ferreira          | TV Globo | [ 23 ] [ 24 ]        |
| 2021 | Adriana Esteves  | Amor de Mãe (t. 2)         | Thelma Nunes Viana                        | TV Globo | [ 23 ] [ 24 ]        |
| 2021 | Michelle Batista | Gênesis                    | Adinah / Lia                              | RecordTV | [ 23 ] [ 24 ]        |
| 2021 | Mariana Ximenes  | Nos Tempos do Imperador    | Luísa Margarida, Condessa de Barral       | TV Globo | [ 23 ] [ 24 ]        |
| 2021 | Regina Casé      | Amor de Mãe (t. 2)         | Lurdes dos Santos Silva                   | TV Globo | [ 23 ] [ 24 ]        |
| 2022 | Paolla Oliveira  | Cara e Coragem             | Patrícia Lima (Pat)                       | TV Globo | [ 25 ] [ 26 ] [ 27 ] |
| 2022 | Alanis Guillen   | Pantanal                   | Juma Marruá                               | TV Globo | [ 25 ] [ 26 ] [ 27 ] |
| 2022 | Andréia Horta    | Um Lugar ao Sol            | Lara Moreira Trindade                     | TV Globo | [ 25 ] [ 26 ] [ 27 ] |
| 2022 | Isadora Cruz     | Mar do Sertão              | Maria Cândida Madeira (Candoca)           | TV Globo | [ 25 ] [ 26 ] [ 27 ] |
| 2022 | Larissa Manoela  | Além da Ilusão             | Isadora Tapajós (Dorinha) / Elisa Tapajós | TV Globo | [ 25 ] [ 26 ] [ 27 ] |

## Performances com múltiplas vitórias
| 3 vitórias - Lília Cabral | 2 vitórias - Patricia Pillar |

## Performances com múltiplas indicações
| 6 indicações - Adriana Esteves 5 indicações - Paolla Oliveira 4 indicações - Christiane Torloni - Giovanna Antonelli - Lília Cabral - Mariana Ximenes - Patricia Pillar | 3 indicações - Alinne Moraes - Cláudia Abreu - Claudia Raia - Fernanda Montenegro - Fernanda Vasconcellos - Glória Pires - Juliana Paes - Taís Araújo | 2 indicações - Ana Paula Arósio - Bruna Marquezine - Carolina Dieckmann - Deborah Secco - Grazi Massafera - Isabelle Drummond - Isis Valverde - Nathália Dill - Regina Casé - Susana Vieira |